# Verbo-objeto-sujeito
Na tipologia linguística, um verbo-objeto-sujeito ou verbo-objeto-agente – comumente abreviado VOS ou VOA – é aquele em que as frases mais típicas organizam seus elementos nessa ordem que (em português) equivale a algo como "Comeu laranjas Sam." É relativamente raro como uma ordem de palavras padrão, representando apenas 3% dos idiomas do mundo. Das seis ordens de palavras possíveis, é a quarta ordem de palavras padrão mais comum entre os idiomas do mundo. É uma permutação padrão mais comum do que OVS e OSV, mas é significativamente mais raro que SOV (como em hindi e japonês), SVO (como em inglês e mandarim) e VSO (como em filipino e irlandês).

## Incidência

### Tipologia
A ordem de palavras VOS é a quarta mais comum entre as línguas do mundo, e é considerada como tendo ordem de palavras com início de verbo, como VSO. Muito poucos idiomas têm uma ordem de palavras VOS fixa, principalmente provenientes de famílias de línguas austronésias e maias. Muitas línguas com verbo-inicial exibem uma ordem de palavras flexível (como lillooet, chamorro e tonganês), alternando entre VOS e VSO. As ordens de palavras VOS e VSO são geralmente classificadas como verbo-inicial porque compartilham muitas propriedades semelhantes, como a ausência do verbo "have".
Embora não sejam tão universais, muitas línguas com verbos iniciais também têm cláusulas ergativas. Por exemplo, a maioria das línguas maias tem um sistema ergativo-absolutivo de concordância verbal e a maioria das línguas austronésias tem um sistema ergativo-absolutivo de marcação de caso.